# Сухомозький Микола Михайлович
Микола Михайлович Сухомозький (за паспортом Сухомозський; 3 січня 1950, Пирятин, Полтавська область, Українська РСР, СРСР — 9 серпня 2023) — письменник, журналіст, дослідник-енциклопедист. Лауреат IX Всеукраїнського рейтингу «Книга року‘2007».

## Біографія
Закінчив Пирятинську середню школу № 2, Київський держуніверситет ім. Т. Г. Шевченка (керівник дипломної роботи Анатолій Григорович Погрібний) і Ташкентську ВПШ. Під час перебування в стінах головного вишу України мав низку проблем, зокрема за те, що: возив до рідного райцентру студентів-африканців, тоді як іноземцям заборонялися мандри далі ніж за 50 км від місця постійного перебування (мав «виховну» бесіду з кураторами від КДБ); вступив у серйозний конфлікт з офіцерами-солдафонами на військовій кафедрі (отримав ультиматум — або вибачення, або геть із кафедри, а значить, автоматично з університету); «пасквіль» на декана, який творив у компанії Анатолія Шилошия та Антона Щегельського і вказівка керівництва викладачам ставити «мудрагелям» на сесії винятково «двійки» для виключення за неуспішність. Лише в останній момент Миколу Сухомозського, зусиллями майбутнього керівника дипломної роботи Анатолія Погрібного, відправили до «штрафбату» (термінологія ректора М. Білого, за спогадами тодішнього декана ф-ту журналістики Д. Прилюка) — тобто на заочне відділення.
Працював на різних посадах у низці ЗМІ України, Туркменістану, Уралу, Крайньої Півночі.
Друкувався в газетах «Літературна Україна», «Правда Украины», «Дипломатический мир», «Робітнича газета», «2000», «Урядовий кур‘єр», «Україна молода», «День», «Дзеркало тижня», збірниках Національного університету ім. Т. Г. Шевченка «Журналістика» та Павла Щегельського «Народився я на світ»; журналах «Дніпро», «ЄвроАтлантика», «ПіК», «Перець» (усі — Україна), «Чайка» (США), «Ашхабад», «Яшлык» (обидва — Туркменістан) та ін.
Перший головний редактор газети «Комсомольская правда в Украине» (1996—1999). Згодом працював заступником головного редактора газет «Україна і світ сьогодні» та «Правда Украины».
Учасник книжкових виставок: «Україна. Євросоюз. Молодь» — Державна бібліотека України для юнацтва  (2009), X Всеукраїнська виставка-форум «Українська книга на Одещині» (2009), «Україна в нас єдина» — Національна бібліотека України ім. В. І. Вернадського  (2010), «Європа, загальне надбання» — Чернівецький центр європейської інформації  (2011), «Подорожуючи Україною» — Національна академія сухопутних військ імені гетьмана Петра Сагайдачного (2016), «До Дня Незалежності України» — Національна бібліотека ім. Ярослава Мудрого (2021).
Урівні з традиційними жанрами, писав фразеологізмами, прислів'ями та приказками, назвами населених пунктів, назвами кінофільмів.
Один з авторів «Великої української енциклопедії».
Першим оприлюднив матеріал про підозру в шпигунстві Валерію Кодру (журнал «ЄвроАтлантика», 2003) — українському дипломату і видавцю, людині з найближчого оточення президента Леоніда Кучми.
Низка творів перекладена туркменською та англійською мовами.
Член Спілки журналістів СРСР, Національної Спілки журналістів України, Національної спілки письменників України.
Помер 9 серпня 2023 року.

## Доробки
Художні
- Испытание: Збірник фантастичних оповідань. — Ашгабад: Туркменистан, 1992. — 66 с.
- Ловушка для любви: Роман. — К.: Щек і К, 2008. — 416 с.
- За межею цинізму / Ложь во имя спасения: Збірник повістей та оповідань. — К.: Щек і К, 2008. — 29  с.
- Конвульсії інтелекту / Ум за разум: Збірник афоризмів. — К.: Щек і К, 2009. — 96 с.

 Довідкові 
(упродовж десятиліть займався дослідництвом у тісній співпраці з дружиною Надією Аврамчук).
- Україна у світі: Енциклопедичний довідник (основні розділи: В сім'ї вольній новій, Минувшина, Духовне життя, Нація — це звучить гордо, Персоналії, Мова, Територія, Населення, Інфраструктура, Армія та озброєння, Столиця Київ, Фауна, Флора, Географічні об'єкти-рекордсмени, Спорт). — К.: Міжрегіональна академія управління персоналом, 2007. — 872 с.
- Энциклопедия сенсационных фактов. — М.: Гелеос, 2006; 2007. — 704 с.
- Новейший справочник необходимых знаний. — М.: Гелеос, 2007; 2008.  — 446 с.
- (Не)відомі українці, які змінили історію. — К.: ЙОД-МЕДІА, Саміт-книга, 2019. — 208 с.
- (Un)celebrated ukrainians, who changed the course of history. — K.: SAMMIT-BOOK, 2020—208 p.

 Журналістські
- Свобода тиранії чи тиранія свободи? // ЄвроАтлантика, 2003. — № 1
- Рятівний штрафбат: Невідомі сторінки з життя українського велета Анатолія Погрібного // Журналістика. — 2014. — Вип. 13 — С. 135—140
- Повернемо Україні втрачені імена // Урядовий кур'єр. — 2009, № 153. — 22 серп.
- Ситий голодного не розуміє // Дзеркало тижня. — 2006, 10 лют.
- Манкуртизації суспільства — зась! // Літ. Україна. — 2009
- Оксана Забужко: Ментальна інфекція — хто кому плюнув у тарілку і що з того вийшло // Літ. Україна. — 2009
- Білль про український біль // Літ. Україна. — 2009
- Час у подіях: Нотатки без будь-якої ідеологічної латки // Літ. Україна — 2010, № 8
- Новоріччя під ковпаком КДБ // Літ. Україна. — 2011, 13 лют.

 Науково-популярна серія «Клуб допитливих»  («Комс. правда в Украине»)
- Всесвіт невиліковно хворий. — 2011, 31 січ.
- Час: реальність чи ілюзія? — 2015, 23 лист.
- Які ви, інші світи? — 2015, 30 лист.
- Оманлива простота, або Найдивовижніша речовина в світі. — 2015, 7 груд.
- НП в невагомості — 2015, 14 груд.
- Наше майбутнє: три варіанти розвитку цивілізації. — 2015, 10-17 груд.
- Колонізація Марса: чи скоро там розквітнуть яблуні. — 2015, 17-24 груд.
- Янголи порожнечі, або Куди прямують мертві. — 2015, 21 груд.
- Казки прийшли до нас від інопланетян. — 2016, 25 січ.
- Гомосапієнс трансформується в гомодевайс. — 2016, 14—21 січ.; 2016, 21—28 січ.
- Грипом нас заражають свідомо. — 2016, 1 лют.
- Пікантні таємниці математики. — 2016, 14 бер.
- Плагіат тисячоліття, або Найнесподіваніші державні символи. — 2016, 28 бер.

## Міжнародний проєкт «(Не)відомі українці»
На замовлення Міністерства інформаційної політики України з метою популяризації нашої держави у світі видавництво «Саміт-Книга» видрукувало перший том белетризованого довідника «(Не)відомі українці, які змінили світ» — для безкоштовного поширення (вручення дипломатам, членам офіційних зарубіжних делегацій тощо). Минуле, на жаль, склалося так, що більшість талановитих вихідців із дніпровських теренів увійшла в історію під прапорами інших країн. Даний проєкт має нівелювати історичну несправедливість (у планах — не лише чергові томи, а й англомовна версія).
Відбулися презентації (закордонним, як і участі в Міжнародних книжкових виставках, завадив covid19): зокрема, у Верховній Раді України, Державній науковій архітектурно-будівельній бібліотеці, Укрінформі, на Українському радіо («Культура»), в низці обласних центрів.
13 лютого 2020 року в Національній бібліотеці імені В. І. Вернадського Президент України зустрівся з молодими ученими, удостоєними премій за досягнення в різних сферах науки й техніки, котрим він вручив і вищезгаданий довідник-енциклопедію.
Взяла книга участь у Всеукраїнській акції з промоції читання.

## Нагороди і відзнаки
- Кращий молодий журналіст Туркменістану (1979).
- Переможець IX Всеукраїнського рейтингу «Книжка року 2007» в номінації довідкових видань (спільно зі співавтором Надією Аврамчук, дружиною).
- Диплом I ступеня на X Всеукраїнській виставці-форумі «Українська книга на Одещині» (2009).